# Тальберг Петро Янович
Петро Янович Тальберг (1888, тепер Латвія — 19 жовтня 1928, місто Ленінград, тепер Санкт-Петербург, Російська Федерація) — радянський діяч. Член Центральної контрольної комісії ВКП(б) у 1924—1928 роках. Член ВЦВК.

## Життєпис
З 1903 року працював на механічній взуттєвій фабриці в місті Ризі.
Член Соціал-демократії Латиського краю (РСДРП) з 1904 року.
Брав участь у революційному русі під час першої російської революції 1905—1907 років, керував нелегальними партійним осередком на Ризькій взуттєвій фабриці. За революційну діяльність зазнавав переслідувань, у 1906 році сидів у в'язниці.
З 1906 по 1908 рік — член правління профспілки взуттєвих робітників Риги. У 1908 році знову заарештований, деякий час перебував у в'язниці. З 1913 по 1915 рік — член правління каси хворих у місті Ризі. Під час евакуації Риги в 1915 році переїхав до Петрограда.
З 1915 по 1917 рік служив у російській імператорській армії, учасник Першої світової війни. У лютому 1917 року обраний членом полкового комітету.
Після Лютневої революції 1917 року — організатор партійного колективу та член фабричного комітету взуттєвої фабрики Столярова в Петрограді, начальник загону Червоної гвардії фабрики. Активний учасник Жовтневого перевороту 1917 року в Петрограді, учасник штурму Зимового палацу.
У 1918—1921 роках — у Червоній армії: член колегії військового трибуналу 12-ї і 40-ї Богучарської стрілецьких дивізій, на політичній роботі в 10-й, 13-й та 4-й арміях. Учасник громадянської війни в Росії.
З січня 1921 року працював робітником-гвинтувальником взуттєвої фабрики «Скороход» у Петрограді (Ленінграді).
Помер 19 жовтня 1928 року в Ленінграді.